# ريتشارد ثيرلكلد كوكس
ريتشارد ثيرلكلد كوكس (بالإنجليزية: Richard Threlkeld Cox)‏ هو فيزيائي أمريكي، ولد في 5 أغسطس 1898 في بورتلاند في الولايات المتحدة، وتوفي في 2 مايو 1991.